# Convento de Vilares

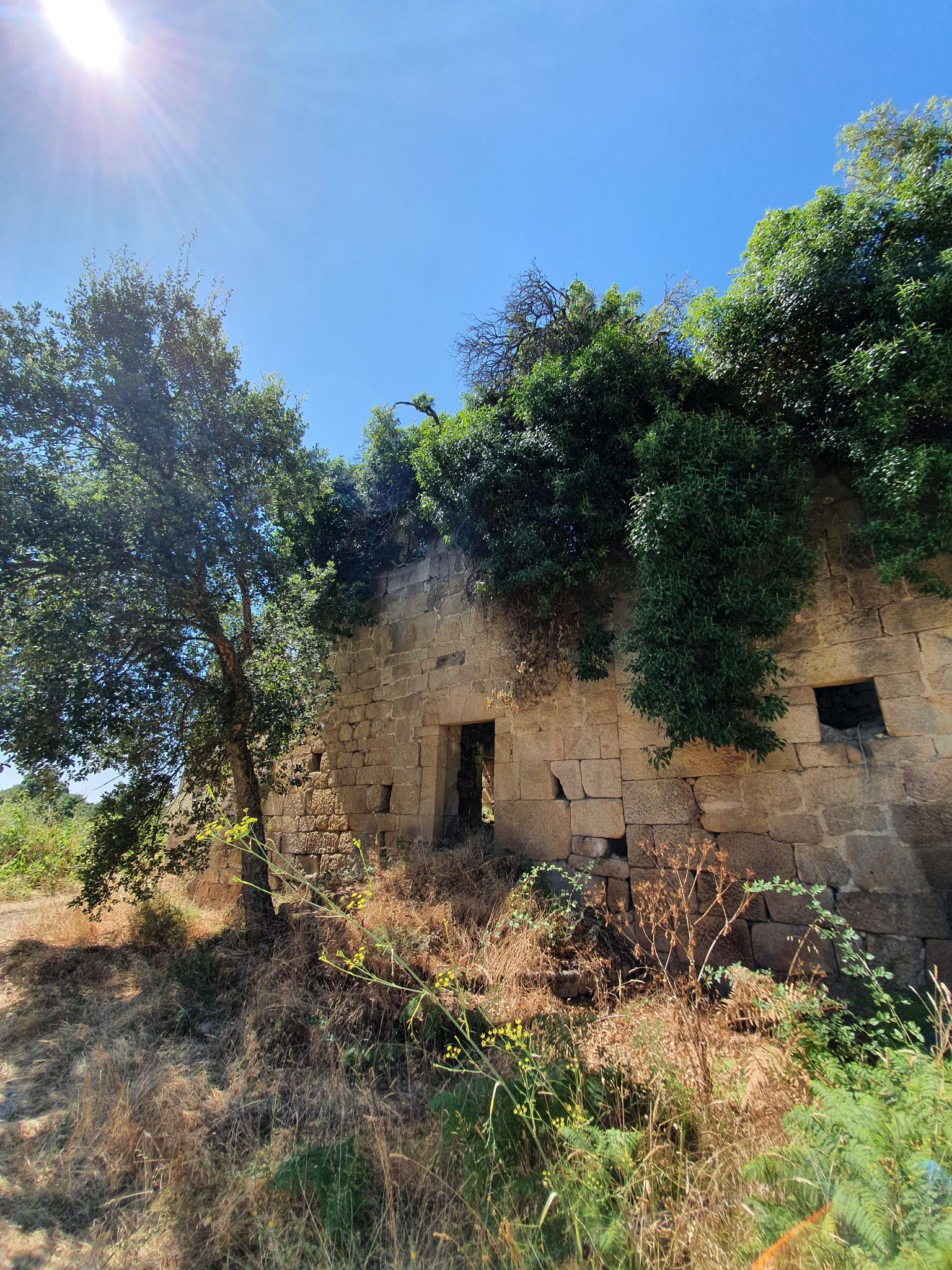
Fachada esquerda do Convento

O Convento de Vilares, ou Convento de Nossa Senhora dos Remédios, de que subsistem ruínas, situa-se em Vale Flor, na atual freguesia de Vale Flor, Carvalhal e Pai Penela, no Município de Mêda, em Portugal. Foi construído em 1447 pela Ordem Terceira de São Francisco. Em 1615, o rei Filipe IV (r. 1621–1665) determinou que as câmaras das vilas de Marialva, Mêda e Longroiva contribuíssem com 95 mil réis, durante um período de três anos, por fazer as obras. Em 1834, foram extintas as Ordens Religiosas e o convento perdeu os seus habitantes.